# Iwan Alexejewitsch Kablukow

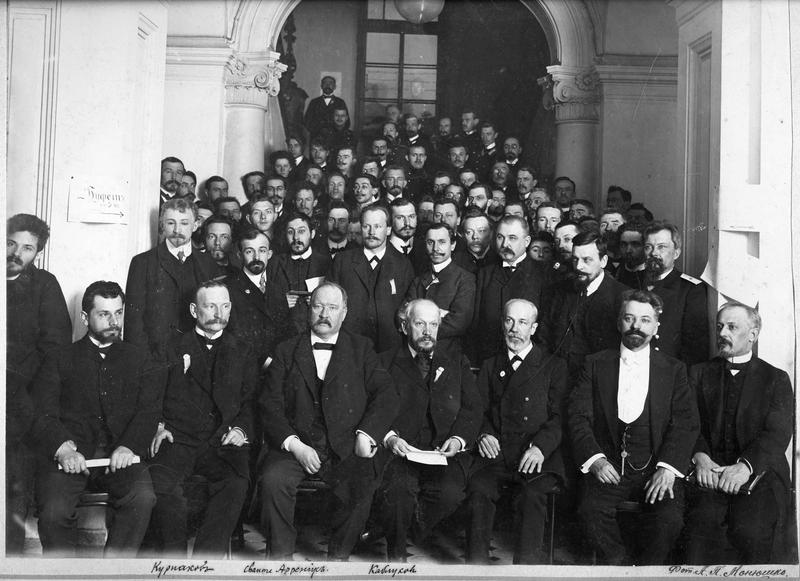
Kablukow (vorderste Reihe, Mitte) auf dem 1. Mendeleev-Kongress, 1907

Iwan Alexejewitsch Kablukow (russisch Иван Алексеевич Каблуков; * 21. August 1857 in Selo Prussi bei Moskau; † 5. Mai 1942 in Taschkent) war ein sowjetischer Chemiker.

## Leben
Kablukow studierte an der Universität Sankt Petersburg und der Lomonossow-Universität. Seine Lehrer waren Wladimir Wassiljewitsch Markownikow und Alexander Michailowitsch Butlerow. 1881 wurde er promoviert und 1885 Privatdozent an der Lomonossow-Universität. 1889 war er bei Wilhelm Ostwald in Leipzig. 1891 habilitierte er sich (russischer Doktortitel) über die Theorie der Lösungen von Svante Arrhenius und Jacobus Henricus van ’t Hoff. 1903 wurde er ordentlicher Professor an der Lomonossow-Universität, und er war außerdem Professor am Moskauer Landwirtschafts-Institut. Zu seinen Schülern gehörte Alexandra Nowosjolowa. Von 1933 bis 1940 war er außerdem Professor für anorganische und analytische Chemie an der Unions-Akademie für Industrie in Moskau.
Von ihm stammen grundlegende Untersuchungen zur Elektrochemie nichtwässriger Lösungen. Unabhängig von Wladimir Alexandrowitsch Kistjakowski behandelte er Ionen-Hydratation. 1887 war er der Erste der zeigte, das die Bildungsenthalpie isomerer organischer Verbindungen unterschiedlich sein kann.
1928 wurde er korrespondierendes und 1932 Ehrenmitglied der Sowjetischen Akademie der Wissenschaften. Er erhielt den Leninorden und den Orden des Roten Banners der Arbeit.

## Schriften
- Das Phasengesetz und seine Anwendung auf gesättigte Salzlösungen (Russisch), 1933
- Thermochemie (Russisch), 2. Auflage 1934